# Reteporella graeffei
Reteporella graeffei är en mossdjursart som först beskrevs av Gustav Heinrich Kirchenpauer 1869.  Reteporella graeffei ingår i släktet Reteporella och familjen Phidoloporidae. Inga underarter finns listade i Catalogue of Life.